# Компенсация (психология)
Компенса́ция — защитный механизм психики, заключающийся в бессознательной попытке преодоления реальных и воображаемых недостатков. Термин введен Зигмундом Фрейдом, а позднее, понятый как жизненная стратегия, стал одним из центральных понятий в индивидуальной психологии Альфреда Адлера. Обычно компенсация проявляется в виде дополнительных усилий, прикладываемых к деятельности, как бы «компенсирующей» недостатки человека. Например, занятия спортом для инвалида будут являться компенсацией. Если усилия, затрачиваемые на компенсацию, оказываются неадекватно большими, то это уже называется ги́перкомпенсация.

## Описание
Компенсаторное поведение может сильно различаться по форме. Так, оно может быть как социально приемлемым (слепой, становящийся музыкантом), так и нет (компенсация физической слабости злоупотреблением властными полномочиями); как прямым (попытка добиться успеха в той области, где ощущается недостаток), так и косвенным (стремление утвердить себя в другой сфере).